# Je maintiendrai (boek)
Je maintiendrai. Een boek over Nassau en Oranje is een tweedelige geschiedenis over de relatie tussen Nederland, Nassau en het Huis Oranje-Nassau dat tussen 1905 en 1906 in twee delen verscheen.

## Geschiedenis
De redactie werd gevormd door prof. dr. F.J.L. Krämer, directeur van het Koninklijk Huisarchief, E.W. Moes, directeur van het Rijksprentenkabinet, en dr. P. Wagner, directeur van het Koninklijk Staatsarchief te Wiesbaden. In hun voorwoord bij het eerste deel geven zij aan dat er in Nederland, in tegenstelling tot bijvoorbeeld Engeland, Duitsland en Frankrijk, geen werk bestond over de geschiedenis van een land in verhouding tot het regerende vorstenhuis. Tevens gaven zij aan dat zeer vele en diverse bijdragen van deskundigen waren binnengekomen, en dat er nog andere waren toegezegd voor het te verschijnen tweede deel. Het eerste deel verscheen in het jaar dat koningin Wilhelmina 25 jaar werd en aan haar had de uitgever het werk "eerbiedig opgedragen".

## Inhoud
Elk deel bevat 24 bijdragen over diverse onderwerpen en personen. Het eerste deel beperkte zich tot de geschiedenis tot het einde van de 17e eeuw en begon met 'De oorsprong van het huis Nassau' (door Wagner). Krämer droeg bij met artikelen over 'Het prinsdom Oranje', 'De eerste afsplitsing van het Huis Nassau' en het laatste artikel: 'Een zeldzame gedenkpenning van het Huis Nassau'. Prof. dr. P.J. Blok schreef over 'De jeugd van Prins Willem I'. D.F. Scheurleer behandelde 'Twee boeken uit de bibliotheek van Prins Willem I'. Moes beschreef 'Een onbeschreven portret van Hendrik Casimir I' en schreef over 'De portretten van prins Willem den Derde'. Het deel bevatte ook artikelen over de vorstelijke verblijven Huis Honselaarsdijk en Kasteel Het Oude Loo. Ook de niet-Nederlandse bezittingen worden behandeld zoals het artikel over het graafschap Vianden waarbij ook het oudste charter van het graafschap uit 1269 in facsimile wordt afgebeeld (en zoals dat zich in het Koninklijk Huisarchief bevindt) en dat besluit met de zin: "Met [...] Koning Willem III der Nederlanden, daalde in 1890 de laatste rechtmatige Oranje-Nassausche heer van Vianden ten grave".
Het tweede deel behandelde de geschiedenis tot het begin van de 19e eeuw, dus tot aan de stichting van het koninkrijk. Op de keerzijde van de titelpagina staan negen wapenschilden van leden van het geslacht Oranje-Nassau afgebeeld in kleur; deze worden helemaal aan het eind van het boek, net voor de inhoudsopgave, verklaard. Ook dit deel is een mengeling van hoofdstukken over personen uit het geslacht, over hun bezittingen (waaronder kastelen, zoals het tweede deel over het Huis Honselaarsdijk) en andere diverse onderwerpen. Een van de langste bijdragen betreft die van jhr. mr. J.H. Hora Siccama (1842-1914), getiteld 'Uit de geschiedenis der domeinen van het Huis van Oranje in Nederland'. Een ander lang artikel is dat over moeder Wilhelmina van Pruisen (1751-1820) en dochter Louise van Oranje-Nassau (1770-1819) (door Johanna Naber). Er is een hoofdstuk over Henriëtte Catharina van Oranje en een van H.T. Colenbrander over het belangrijke archief van het voor de dynastie nog belangrijker geslacht Fagel. Blok droeg in dit deel bij door te schrijven over 'Willem I en de voorbereiding der bevrijding van Nederland in 1813', Moes door een hoofdstuk over de relatie tussen kunsthandelaar Cornelis Ploos van Amstel en Willem V en Wagner besluit het deel met een hoofdstuk over 'De zegels van Adolf en Imagina van Nassau'.
De twee delen zijn verlucht met honderden afbeeldingen en facsimiles, waaronder drie onuitgegeven portretten van de koningin, de prins-gemaal en de koningin-moeder.

## Uitgave
De uitgave verscheen op folioformaat, in groen linnen band, in goud bestempeld en gebonden in een halfleren band met lederen hoeken, met goud op snee. Dit alles vormgegeven in de stijl van de art nouveau.
Naast de gewone editie verscheen een luxe editie, op zwaar geschept en onafgesneden papier, met daardoor alleen de bovenzijde goud op snee, en gevat in eenvoudige kartonnen foedralen en de delen ook nog gevat in een papieren stofomslag. De oplage van deze luxe editie, die in het eerste deel handgenummerd is, is onduidelijk, maar bedraagt minstens dertig.
De prijs bedroeg voor de twee delen in de gewone editie ƒ 32, en voor de zogenaamde weelde-uitgave ƒ 54.